# Djúpini
Il Djúpini (IPA: [ˈʤʉupɪnɪ]; danese: Djupene; letteralmente "gli abissi", "le profondità") è uno stretto delle isole Fær Øer tra l'isola di Eysturoy a ovest e l'isola di Kalsoy a est.
Il Djúpini nel punto più al largo di Gjógv ha una larghezza di 7 km, mentre nel punto più stretto essa si riduce a 2,5 km. Esso ha una lunghezza pari a circa 15 km, con una profondità massima di 188 m.
A nord lo stretto si allarga per sfociare direttamente nell'Oceano Atlantico, mentre a sud si restringe nel Leirvíksfjørður. Sulla costa di Eysturoy, esso si divide nei tre fiordi di Funningsfjørður, Oyndarfjørður e Fuglafjørður, mentre la costa di Kalsoy che si affaccia sullo stretto non presenta porti naturali.
L'isola di Eysturoy presenta numerosi insediamenti che si affacciano sullo stretto: a quelli appena nominati, vi sorgono anche Gjógv, Funningur, Elduvík, Hellur e Kambsdalur.